# It Ain't Hay
It Ain't Hay (1943) es una película del género comedia, protagonizada por Bud Abbott y Lou Costello y dirigida por Erle C. Kenton.

## Argumento
Wilbur Hoolihan (Lou Costello)  mata accidentalmente un caballo alimentándolo con dulces. El caballo es propiedad del rey O'Hara (Cecil Kellaway) y de su hija, la princesa (Patsy O'Connor). Con la esperanza de recaudar dinero suficiente para reemplazarlo, él y su amigo Grover Mockridge (Bud Abbott) visitan un establecimiento de juego. Tienen éxito en conseguir el dinero, pero antes de que puedan adquirir un nuevo caballo, un estafador los engaña al  salir.
Se les informa de que un caballo se encuentra en una de las pistas. Visitan la pista y por error toman el caballo equivocado, un campeón con el nombre de Tea Biscuit. Toman el caballo y lo presentan a O'Hara como un sustituto de su caballo fallecido.
El verdadero dueño del caballo es el coronel Brainard (Samuel Hinds), que ofrece una recompensa por Tea Biscuit. En ese momento O'Hara ha realizado un viaje a Saratoga; entonces Wilbur y Grover se dan cuenta de que regalaron el caballo equivocado. Tres pandilleros van en busca del caballo para así poder cobrar la recompensa. Wilbur y Grover logran recuperar el caballo y lo esconden en su habitación de hotel. Una vez descubierto, se dirigen a la pista a tiempo para una gran carrera. Wilbur monta a Tea Biscuit ganando la carrera. Tratan de devolver el caballo por la recompensa, pero el coronel decide que en realidad nunca había desaparecido y no paga la recompensa. Al final no importa porque Grover fue el único ganador el boleto, y utilizan sus ganancias para comprar un caballo a O'Hara.

## Elenco
| Actor           | Rol                 |
| --------------- | ------------------- |
| Bud Abbott      | Grover Mockridge    |
| Lou Costello    | Wilbur Hoolihan     |
| Shemp Howard    | Sam                 |
| Grace McDonald  | Kitty McClain       |
| Cecil Kellaway  | Rey O'Hara          |
| Patsy O'Connor  | Princesa O'Hara     |
| Eugene Pallette | Gregory Warner      |
| Samuel S. Hinds | coronel Brainard    |
| Leighton Noble  | Joe Collins         |
| Richard Lane    | Slicker             |
| Andrew Tombes   | Big Hearted Charlie |

## Enlace
- Oficial sitio web Abbott and Costello

- Datos: Q3804027